# Joan Escalas i Feliu
Joan Escalas i Feliu (Vilanova i la Geltrú, 1836 - Barcelona, 15 d'agost 1896) va ser un flautista, compositor, director d'orquestra i professor de música barceloní.

## Biografia
Estudià música amb Gabriel Balart i Crehuet. Va ser un concertista de flauta famós que formà part de l'orquestra del Gran Teatre del Liceu i de la Banda Municipal de Barcelona, entre 1895-1896. Durant un breu any i mig dirigí la Banda Municipal de Música de Sabadell (1861-1862), i el 1867 l'orquestra de Sabadell. També dirigí l'Orquestra Escalas que, fundà el 1867, i el sobrevisqué fins al 1936.
Donà classes particulars de solfeig, de flauta al Conservatori del Liceu, i formà part de la primera plantilla de professors de l'Escola Municipal de Música de Barcelona, on ensenyava flauta el 1896, any en què traspassà. D'entre els seus alumnes cal esmentar Eusebi Bosch i Humet
Encara que compongué algunes peces amb unes certes pretensions, en el seu temps va ser força conegut per les peces de ball que publicà: masurques, pas-dobles, polques, rigodons, valsos i altres.

## Obres
- Fantasía de flauta[11]
- Gran sinfonía[12]
- Himno (1866), amb lletra de Tomàs Bosch
- Incendio, enregistrada
- Rosita (1862), simfonia
- El sombrero, enregistrada
- Le Sourire d'un ange, rêverie para piano (1891)[13]
- Sardanes [dubtoses]: Ernesta i Fortuna[14]

### Peces de ball
- Americanes: Azucena; La barretina (1883); Ecos de Montserrat; Martes; La picarilla; Sábado; Tulipa; La uva; Viernes
- Danses: Amor celeste; Aurora; La bendita (1877); Camelia; La cidra (1901), La danza de la noche; Escúchame (havanera); La fanalera; La graciosa (1877); La hoja; La luna de miel; Mandarina; La ninfa; Purita; Recuerdos; Si fuese bonita; La sortija; Sueños de Cuba (1883)
- Havanera: La diadema
- Llancers: La caza del ciervo; Los cazadores; Los mosqueteros; Los tábanos
- Masurques: La florista; La glorieta; Isabelita; La pradera (masurca de flautí); La prisionera; La riqueza; La saeta; La violeta
- Pas-dobles: Callao, Flandes
- Polques: La condesa; Doña Inés; La feria (obligada de cornetí); La linda; La profecía; La puerta dorada; Los reclutas; La telefonista; La tertúlia
- Rigodons: Los artistas; Los guerreros; Los patinadores
- "Schottisch": Los alumnos; Los castelaristas; Los chinos (enregistrada); Los corderos; Los duendes; El éxtasis (1867); Los indios; Los jueces; Los lebreles; Los marineros; Mi sueño; Roberto (enregistrada); Los piñones[15]
- Tangos: ¡Ay de mi! (per a piano)
- Valsos: El acróbata; El alicantino (1896); Amor secreto; El aragonés (vals-jota); El bosque (vals de flautins); El calavera (1877); El califa; Caña; El cardenal; El chato; El confitero; El copo de nieve; Cupido (1896); Delicia oriental; El duo de la africana (vals-jota); En un jardín (vals de flautes); El general; El globo; El gobernador (vals de flautins i trompes); El Guadarrama; El jardinero (1883); El masnouense; El mejicano (vals amb variacions, per a clarinets i flauta); El mensajero; El Nervión (vals-jota); El niño (vals amb variacions de flautins); Petit garzón (vals de flautí, amb variacions); El retratista; Los Saboyanos; El tío Paco; El torero; El triángulo (vals de flautins); El valenciano (vals-jota); El zaragozano

### Publicacions
Escalas difongué les seves obres mitjançant diverses editorials barcelonines:
- Manuel Salvat: col·lecció El Programa: danzas para piano (19 com a mínim)
- Andrés Vidal y Roger: col·lecció Álbum de baile para piano (2, cadascun amb diverses peces)
- Juan Ayné: "Colección de bailes para piano" (8 com a mínim)
- R.Guardia: "Colección de piezas de baile para piano"
- Ildefonso Alier: "Colección de bailables a 2 y 4 manos"

## Enregistraments
- Banda Municipal de Barcelona. Roberto: schottish.  Barcelona: Compañía Francesa de Gramophone, s.d.. Disc de gramòfon a 78 RPM
- Banda Municipal de Barcelona. Incendio.  San Sebastián: Columbia, s.d.. Disc de gramòfon
- Banda Municipal de Barcelona. El sombrero.  Barcelona: Gramófono-Odeón, s.d.. Disc de gramòfon
- Orquesta Antigua Unión Filarmónica. Los chinos.  Barcelona: Gramófono-Odeón, 1941. Disc de gramòfon («Reproducció». [Consulta: 1r gener 2014].)